# Bideauxite
La bideauxite è un minerale.